# Alain Lebas
Alain Jean Jacques Lebas (ur. 10 listopada 1953 w Nevers) – francuski kajakarz. Srebrny medalista olimpijski z Moskwy.
Zawody w 1980 były jego drugimi igrzyskami olimpijskimi, debiutował w 1976. Medal - pod nieobecność sportowców z części krajów tzw. Zachodu – zdobył w kajakowej jedynce na dystansie 1000 metrów. Na mistrzostwach świata zdobył dwa medale w dwójce. W 1978 był drugi na 10 000 metrów, w 1979 trzeci na 500 metrów.